# Скверави
Скверави (пол. Skwierawy, нім. Squirawen) — село в Польщі, у гміні Студзениці Битівського повіту Поморського воєводства.
Населення — 177 осіб (2011).
У 1975-1998 роках село належало до Слупського воєводства.

## Демографія
Демографічна структура станом на 31 березня 2011 року:
|          | Загалом | Допрацездатний вік | Працездатний вік | Постпрацездатний вік |
| -------- | ------- | ------------------ | ---------------- | -------------------- |
| Чоловіки | 94      | 29                 | 58               | 7                    |
| Жінки    | 83      | 17                 | 49               | 17                   |
| Разом    | 177     | 46                 | 107              | 24                   |